# Kafanchan
Kafanchan is een stad in Nigeria. Het ligt de staat Kaduna en in de Local Government Area (LGA) Jema'a. Kafanchan telde in 2007 ongeveer 83.000 inwoners.
De stad ligt aan de rivier Kogun. De autoweg naar Kagoro loopt door de stad.
De stad kende een grote groei na de komst van de spoorweg in 1927. In 2017 werd de stad geteisterd door sektarisch geweld. Islamitische Fulbe (herders) voerden dodelijke aanvallen op christelijke landbouwers.
De stad is de zetel van een rooms-katholiek bisdom.